# Watertoren (Winschoten)
De watertoren van Winschoten werd in 1902 aan de Watertorenstraat gebouwd naar een ontwerp van Jan Schotel. Deze watertoren had een hoogte van 34 meter. In 1967 is hij gesloopt. Tegenwoordig bevindt zich op de plek waar de watertoren heeft gestaan een zwembad, dat de naam De Watertoren draagt.